# Airan Fernández Casasola
Airan Fernández Casasola (Terrassa, 30 d'octubre de 1988) és un ciclista català, professional des del 2014 i actualment a l'equip japonès del Matrix Powertag. Ha combinat la ruta amb el ciclisme en pista on ha guanyat una medalla als Campionats d'Europa sub-23.

## Palmarès en pista
- 2010
  -  Campió d'Europa sub-23 en Madison (amb Sebastián Mora)

## Palmarès en ruta
- 2013
  - 1r al Memorial Valenciaga